# Идоменей из Лампсака
Идоменей из Лампсака (греч.: Ἰδομενεύς Λαμψακηνός, 325—270 г. до н. э.) — древнегреческий философ, был другом и учеником Эпикура.

## Жизнь
После переезда Эпикура в Афины Идоменей оставался придворным сановником в Лампсаке около 306—301 г. до н. э. Там он женился на сестре Метродора, философе Батиде из Лампсака.
Идоменей написал значительное количество философских и исторических работ, и, хотя последние не считались очень авторитетными, всё же они должны были иметь значительную ценность, поскольку, по всей видимости, были посвящены в основном жизнеописаниям ведущих деятелей Греции.

## Сочинения
Упоминаются названия следующих работ Идоменея:
- История Самофракии (греч.: Ἱστορία τῶν κατὰ Σαμοθρᾴκην).[4]
- О Сократиках (греч. Περὶ τῶν Σωκρατικῶν), из которых сохранились некоторые фрагменты.[5]

Название одной работы или ряда работ Идоменея неизвестно, но мы знаем, что она содержала биографии следующих людей: от Писистрата, Фемистокла, Аристида, Перикла, Демосфена, Эсхина, Гиперида и Фокиона. Не исключено, что все эти лица упоминались в одном произведении, которому поздние писатели присвоили различные предположительные названия. Наиболее вероятный вариант истинного названия работы — Об афинских вождях (греч. Περὶ τῶν Aθηνησι δημαγωγῶν).